# Miquel Ramos
Miquel Ramos (Valencia, 1979) es un periodista y músico español. Fue teclista y vocalista del grupo Obrint Pas. Es analista e investigador de movimientos sociales, discursos de odio y extrema derecha.

## Biografía
Proveniente de la banda Hiedra Exodus, se integró en Obrint Pas en noviembre de 1996 con el fin de reforzar las voces e introducir los teclados. Formó parte de la formación hasta su disolución, en 2014.

### Carrera periodística
En el ámbito del periodismo, fue miembro fundador del periódico independiente L'Avanç, donde coordinó diferentes secciones. Asimismo, fue uno de los conductores del programa Lliure i Directe, el magazine matinal diario de Radio Klara. Ha sido colaborador de medios como El Temps , Diagonal, CTXT , La Directa, The Volunteer, Vilaweb, La Jornada, El Salto, La Marea, Público, y en la versión en español de The New York Times. También ha participado en tertulias en diferentes medios audiovisuales como À Punt, TV3, Catalunya Ràdio, TVE o EiTB. Fue colaborador de Las cosas claras. Es miembro de la Unió de Periodistes Valencians y del Grup de Periodistes Ramón Barnils.
En 2009 participó en el libro conjunto Ara, País Valencià (Publicaciones de la Universidad de Valencia). Ha escrito también los libros colectivos Antígona emmordassada (Tigre de Paper, 2017), País Valencià, avuí i demà (Balandra, 2017) y Gender and Far-Right Politics in Europe (Palgrave MacMillan, 2017). Es el autor del prólogo del libro de Clara Zetkin Com combatre el feixisme i vèncer (Tigre de Papel, 2019).
En 2015 fue coautor del proyecto "Crimienesdeodio.info: Memoria de 25 años de olvido", actualizado en 2020 y creado junto al periodista catalán David Bou. También es coordinador del proyecto  sensetopics.org, que analiza la cobertura mediática del fenómeno migratorio.
En 2017 sufrió una agresión mientras cubría una manifestación de ultraderecha durante el Día de la Comunidad Valenciana.
En 2022 publicó Antifascistas: así se combatió a la extrema derecha española desde los años 90 donde realiza un recorrido de tres décadas de lucha antifascista en España.

## Discografía

### Con Obrint Pas
- 1997: La revolta de l'ànima
- 2000: Obrint pas
- 2002: Terra
- 2004: La flama
- 2005: En moviment!
- 2007: Benvingut al paradís
- 2011: Coratge

### Colaboraciones musicales
- Soul Ataque - Rueda la trola
- Aspencat - Somnie
- Pep Gimeno "Botifarra" - Jota de ronda

## Obras

### Colaboraciones
- Antígona emmordassada (Tigre de Paper, 2017)
- País Valencià, avuí i demà (Balandra, 2017)
- Gender and Far-Right Politics in Europe (Palgrave MacMillan, 2017)

### Autoría
- De los neocón a los neonazis. La derecha radical en el estado español (Fundació Rosa Luxemburg, 2022)[9]
- Antifascistas: así se combatió a la extrema derecha española desde los años 90 (Capitán Swing, 2022)